# Menna w Fena
Menna w Fena (en árabe منّا وفينا, "De nosotras y para nosotras") es una asociación interna en Kifkif, entidad que lucha por los derechos de lesbianas, gays, transexuales y bisexuales en Marruecos, reservado a las mujeres que se identifican a sí mismas como lesbianas, bisexuales y transexuales. Fue lanzado en mayo de 2010 como un medio para apoyar, construir y fortalecer a la comunidad en LGBT en Marruecos.